# Alberto Vera Aréjula
Alberto Vera Aréjula OdeM (ur. 8 kwietnia 1957 w Aguilar del Río Alhama) – hiszpański duchowny rzymskokatolicki posługujący w Mozambiku, od 2018 biskup Nacala.

## Życiorys
Święcenia kapłańskie przyjął 22 sierpnia 1981 w zgromadzeniu NMP Łaskawej. Po kilkuletnim stażu wikariuszowskim w Walencji został skierowany do Gwatemali w charakterze wychowawcy miejscowych postulantów. W latach 1986–2000 ponownie pracował w rodzinnym kraju, a w 2000 wyjechał do Mozambiku i został przełożonym miejscowej wspólnoty zakonnej w Matoli oraz delegatem prowincjalnym. W 2013 objął kierownictwo w nowo powstałym klasztorze w Xai-Xai.
30 marca 2015 został prekonizowany biskupem pomocniczym diecezji Xai-Xai ze stolicą tytularną Nova Barbara. Sakry biskupiej udzielił mu 2 maja 2015 biskup Xai-Xai, Lucio Andrice Muandula.
25 kwietnia 2018 otrzymał nominację na biskupa diecezji Nacala.